# ريتيغابين
ريتيغابين (بالإنجليزية: Retigabine)‏ هو دواء يُستعمل في علاج:
- صرع[9]

## دوره
يلعب هذا الدواء دورًا في علاج الأمراض كونه:
- مضاد اختلاج